# Beat Brechbühl
Beat Brechbühl (* 28. Juli 1939 in Oppligen bei Thun) ist ein Schweizer Schriftsteller und Verleger.

## Leben
Beat Brechbühl wuchs in Niederwichtrach auf. Er absolvierte in Bern eine Lehre als Schriftsetzer. Ab 1960 arbeitete er als Setzer in Genf; nebenher besuchte er Weiterbildungskurse, etwa zur Fotografie und Typografie. Von 1961 bis 1964 war er Redakteur der Zeitschrift clou, 1964 bis 1965 wiederum Setzer in Berlin und Zürich.
Von 1966 bis 1971 war er Herstellungsleiter im Diogenes Verlag in Zürich.
Seit 1971 arbeitet er als freier Schriftsteller und Grafiker, zuerst in Wald, Kanton Zürich, später in Frauenfeld. Von 1978 bis 1985 leitete er den Zytglogge Verlag in Bern. 1980 gründete er den Waldgut Verlag, der seit 1987 seinen Sitz in Frauenfeld hat, 1985 entstand das Bleisatz- und Buchdruck-Atelier Bodoni. Brechbühl wohnt in Frauenfeld und verfasst Lyrik, Prosa und Kinderbücher.
Brechbühl ist Mitglied des Deutschschweizer PEN-Zentrums, dessen Präsident er von 1993 bis 1999 war, und der Autorenvereinigung Autorinnen und Autoren der Schweiz.

## Auszeichnungen
- 1966 und 1968 Literaturpreis des Kantons Bern
- 1970 und 1999 Preise der Schweizerischen Schillerstiftung
- 1973 Werkjahr des Kantons Zürich
- 1975 Conrad-Ferdinand-Meyer-Preis
- 1978 Zürcher Kinderbuchpreis
- 1985 Literaturpreis der Stadt Bern
- 1987 Österreichischer Kinderbuchpreis
- 1992 Buchpreis der Stadt Bern
- 1999 Bodensee-Literaturpreis
- 1999 Kulturpreis des Kantons Thurgau
- 2001 mit seinem Atelier Bodoni Victor Otto Stomps-Preis der Landeshauptstadt Mainz
- 2009 Anerkennungspreis der Stadt Frauenfeld

## Werke

### Einzeltitel
- Spiele um Pan, Egnach 1962.
- Lakonische Reden, Stierstadt im Taunus 1965.
- Gesunde Predigt eines Dorfbewohners, Zürich 1966.
- Die Bilder und ich, Zürich 1968.
- Die Litanei von den Bremsklötzen und andere Gedichte, Bern 1969.
- Auf der Suche nach den Enden des Regenbogens, Zürich 1970.
- Kneuss, Zürich 1970 (verfilmt 1978).
- Der geschlagene Hund pisst an die Säulen des Tempels, Zürich 1972.
- Meine Füße lauf ich ab bis an die Knie, Pforzheim 1973.
- Branchen-Buch, Zürich 1974.
- Nora und der Kümmerer, Düsseldorf 1974.
- Die Schrittmacher, Pforzheim 1974.
- Draußen ein ähnlicher Mond wie in China, Pfaffenweiler 1975.
- Ein Werkbuch, Wetzikon 1975.
- Geschichten vom Schnüff, Zürich 1976.
- Möhrmann und die Ängste der Genies, Düsseldorf 1976.
- Schnüff, Herr Knopf und andere Freunde, Zürich 1977.
- Traumhämmer, Zürich/Köln 1977.
- Gedichte aus zehn Jahren, Zürich/Köln 1977.
- Das Plumpsfieber, Zürich 1978.
- Lady raucht Gras und betrachtet ihre Beine, Pforzheim 1979.
- Schnüff, Maria, 10 Paar Bratwürste, Köln 1982.
- Ein verhängtes Aug, Pforzheim 1982.
- Die Nacht voll Martinshörner, Pforzheim 1984.
- Temperatursturz, Bern 1984.
- Die Glasfrau und andere merkwürdige Geschichten, Zürich 1985.
- Dschingis, Bommel und Tobias, Zürich 1986.
- Katzenspur, hohe Pfote, Pforzheim 1988.
- Josef und Elisa, Gümligen 1991.
- Liebes Ungeheuer Sara, Zürich 1991.
- Das Wesen des Sommers mit Zuckerfrau, Pforzheim 1991.
- Auf dem Rücken des Sees (zusammen mit Simone Kappeler), Weinfelden 1997.
- Fußreise mit Adolf Dietrich, Zürich 1999 (Neuauflage: Frauenfeld 2017).
- Ameisen füttern, Pforzheim 2000.
- Vom Absägen der Berge, Zürich 2001.
- Gedichte für Frauen und Balsaminen, Frauenfeld 2006; ISBN 978-3-03740-357-0.
- Die Tanne brennt! Geschichten zur Weihnachtszeit, Frauenfeld 2007.
- Der Treueprüfer Geschichten, Frauenfeld 2008.
- Weit hinaus, uns brennt Haut & Wort, 25 Haiku Tanka Stufen in der Endlichkeit, Lugano 2013.
- Böime, Böime! Permafrost & Halleluia, Gedichte, Zürich 2014.
- Farben, Farben! Schwarz mit Ohren, Weiß und alles; dazwischen das unbändige Leben, Gedichte, Frauenfeld 2017.
- Flügel der Sehnsucht, Gedichte, Zürich 2019.

### Herausgeberschaft
- Der Elefant im Butterfaß, Zürich 1977

### Übersetzungen
- Maurice Chappaz: Das Herz auf den Wangen, Frauenfeld 2003
- Gustave Flaubert: Bücherwahn, Wald 1986

## Film
- Kneuss, schweizerisch-deutscher Spielfilm nach dem gleichnamigen Roman von Beat Brechbühl und Regie von Gaudenz Meili, 1978